# Viduids
Els viduids (Viduidae) formen una família de petits ocells passeriformes oriünds d'Àfrica.

## Morfologia

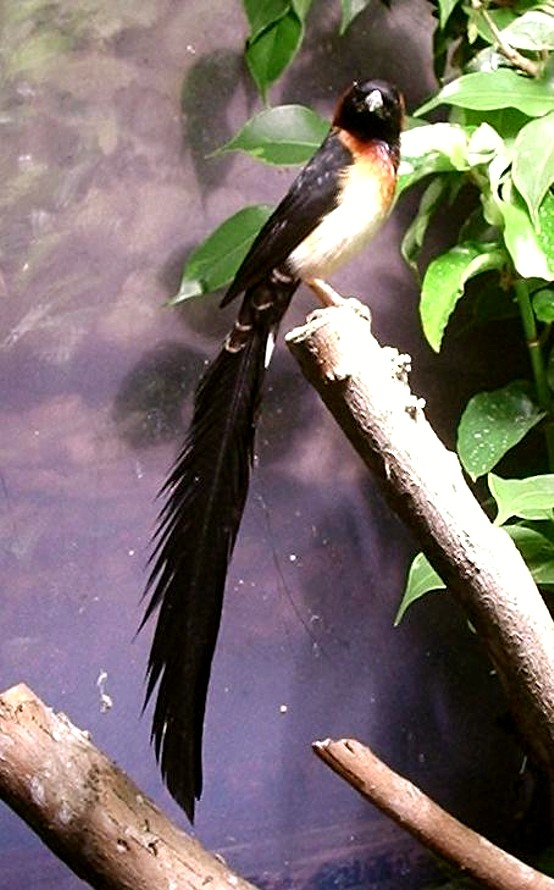
Mascle de Vidua obtusa

Amiden 12 – 41 cm de llargària, incloent la cua, especialment llarga en alguns mascles. Els mascles de viduid són semblants a pinsans amb uns colors predominants negre o blau, alguns tenen zones blanques o grogues. En algunes espècies tenen cues extraordinàriament llargues. Fort dimorfisme sexual. Moltes femelles tenen colors marrons i aspectes semblants als pardals.

## Ecologia
Mengen insectes i llavors. Habiten en sabanes i planures obertes, també zones urbanes i jardins, a l'Àfrica al sud del Sàhara.
Són paràsits de posta i ponen els seus ous en els nius d'espècies de la família dels estríldids. La major part de les espècies fan la posta als nius d'ocells del gènere Lagonosticta, mentre altres ho fan als dels de Pytilias.
A diferència del cucut, les viudes no destrueixen els ous de l'hoste. En general, ponen 2-4 ous que sumen als ja presents. Els ous, tant del paràsit com de la víctima són de color blanc, encara que els de les viudes són lleugerament més grans.
Moltes de les espècies de plomatge anyil són d'aparença molt semblant, sent difícil distingir els mascles al camp, i en els cas dels joves i les femelles gairebé impossible. El millor indicador és sovint l'espècie a la parasita, ja que cada viduid parasita una espècie diferent. Per exemple, Vidua chalybeata normalment parasita Lagonosticta senegala. Les viudes imiten el cant dels seus amfitrions, que els mascles aprenen al niu. Encara que les femelles no canten, també aprenen a reconèixer el cant, i trien mascles que emeten els mateixos sons, perpetuant així la relació entre cada una espècie de viduid i una de pinsà.
Els pollets dels viduids tenen uns colors al paladar que imiten perfectament els de l'espècie parasitada. També imita amb gran precisió la mímica de sol·licitud d'alimentació dels pollets de l'espècie hoste.

## Taxonomia
La confrontació amb l'amfitrió és el que ha ocasionat l'especiació en aquesta família, però les similituds genètiques i morfològiques entre les espècies fan pensar que la separació és d'origen recent. S'han descrit dos gèneres, les 19 espècies de viduids del gènere Vidua i una espècie del gènere Anomalospiza, coneguda en anglès com "cuckoo finch" (pinsà cucut).
Segons la classificació del Congrés Ornitològic Internacional, versió 11.1, 2021, aquesta família està formada per dues gèneres amb 20 espècies.
- Gènere Vidua, amb 19 espècies.
- Gènere Anomalospiza, amb una espècie: vídua cucut (Anomalospiza imberbis).